# K. C. Rivers
Kelvin Creswell "K. C." Rivers (Charlotte, Estados Unidos, 1 de marzo de 1987) es un jugador de baloncesto estadounidense. Con 1,93 metros de estatura, juega en las posiciones de escolta y alero. Es sobrino del baloncestista retirado Byron Dinkins.

## Trayectoria deportiva

### High School
Rivers asistió a la escuela secundaria de Oak Hill Academy en Virginia. Mientras estuvo allí, ayudó a su equipo a capturar dos campeonatos de baloncesto nacional USA Today de la escuela secundaria de EE. UU. En esos dos años el récord de su equipo fue un combinado de 72-2. Posee el récord de Oak Hill de anotar 15 triples en un mismo partido.

### Universidad
Jugó al baloncesto universitario con los Tigers de la Universidad de Clemson en 102 partidos, siendo titular en 55 de ellos. Promedió 14,2 puntos y capturó 6 rebotes por partido en sus cuatro años en Clemson.

### Carrera profesional
Rivers no fue seleccionado en el Draft de la NBA en el año 2009. Ese mismo año en agosto, firmó con el AB Latina de la Legadue.  En 10 juegos con el equipo promedió 24,5 puntos y 5,7 rebotes por partido. En diciembre de 2009 firmó con el Benetton Treviso de la Lega Basket Serie A para el resto de la temporada.
El 30 de junio de 2010 firmó con el Chrorale Roanne de la LNB Pro A para la temporada 2010-2011.
En enero de 2011 vuelve a Italia y firma con el Virtus Bologna para el resto de la temporada. El 29 de julio de 2011 firma un contrato de un año con el Lokomotiv Kuban de la liga rusa.
El 30 de mayo de 2012 firma un contrato de dos años con el BC Khimki. En julio de 2013, se rescinde su contrato con el Khimki.
En noviembre de 2013 comienza su aventura en la D-League junto a los Reno Bighorns. En 47 partidos, promedió 15,8 puntos y 4 rebotes por partido durante la temporada 2013-2014.
El 7 de agosto de 2014 se anuncia su fichaje con el Real Madrid de la Liga Endesa.
Rivers promedió con el Real Madrid una media de 5.7 puntos y 1.9 rebotes en la liga Endesa, y 5.2 puntos y 2.2 rebotes en la Euroliga. Rivers fue una de las claves en el equipo que lo ganó todo. El Madrid tardó en renovarle y perdió la opción de que su pasaporte cotonú (tenía el de Guinea-Bissau), pudiera seguir sirviendo como comunitario según las normas del CSD.
Se marchó al Bayern, equipo con el que disputó la primera fase de la Euroliga en el mismo grupo precisamente del Real Madrid. Sus números en esos primeros 10 partidos hablan del valor de este jugador: 10,8 puntos, 2,3 rebotes y 8 de valoración en 23 minutos de juego. Jugó hasta diciembre de 2015 en el Bayern Múnich, después volvió al Real Madrid, firmó por lo que restaba de temporada y jugó solo la Euroliga. En ese periodo fue acusado de poseer un pasaporte bisauguineano ilegítimo.
El 24 de julio de 2016 se anuncia su fichaje por el Panathinaikos BC de la liga griega.
Tras dos temporadas en Grecia, en diciembre de 2018 fichó por el Pallacanestro Reggiana por una temporada. No obstante, una cláusula contractual le permitió dejar el club en febrero de 2019 y fichar por el Estrella Roja hasta el final de la temporada 2018-19.
El 20 de agosto de 2019 se anunció su fichaje por una temporada con el Coosur Real Betis. En el mes de noviembre se desvinculó del equipo sevillano para firmar con el Zalgiris Kaunas lituano.
El 11 de diciembre de 2021, firma por el Bayern Múnich de la Basketball Bundesliga.

## Estadísticas

### Competición Europea
| Año     | Equipo        | PJ  | MPP | %T2  | %3P  | %TL  | RPP   | ROP | APP | ROB | TPP | PPP  | PER |
| ------- | ------------- | --- | --- | ---- | ---- | ---- | ----- | --- | --- | --- | --- | ---- | --- |
| 2012–13 | Khimki        | 24  | 17  | 26.3 | .445 | .364 | .533  | 2.7 | 1.5 | .8  | .1  | 9.6  | 7.5 |
| 2014–15 | Real Madrid   | 30  | 16  | 17.0 | .432 | .411 | 1.000 | 2.3 | 1.1 | .6  | .0  | 5.3  | 5.1 |
| 2015–16 | Bayern        | 10  | 2   | 23.5 | .457 | .431 | .667  | 2.3 | 1.3 | .5  | .1  | 10.8 | 8.0 |
| 2015–16 | Real Madrid   | 17  | 4   | 17.5 | .609 | .315 | .778  | 1.5 | .8  | .8  | .1  | 6.7  | 5.7 |
| 2016–17 | Panathinaikos | 33  | 5   | 27.4 | .488 | .420 | .780  | 2.5 | .8  | .8  | .1  | 11.2 | 7.7 |
| 2017–18 | Panathinaikos | 31  | 4   | 23.2 | .500 | .358 | .656  | 2.7 | .8  | 1.1 | .1  | 8.5  | 6.5 |
| Total   | Total         | 145 | 48  | 22.4 | .503 | .386 | .701  | 2.4 | 1.2 | .8  | .1  | 8.7  | 6.9 |